# Правова система Австралії

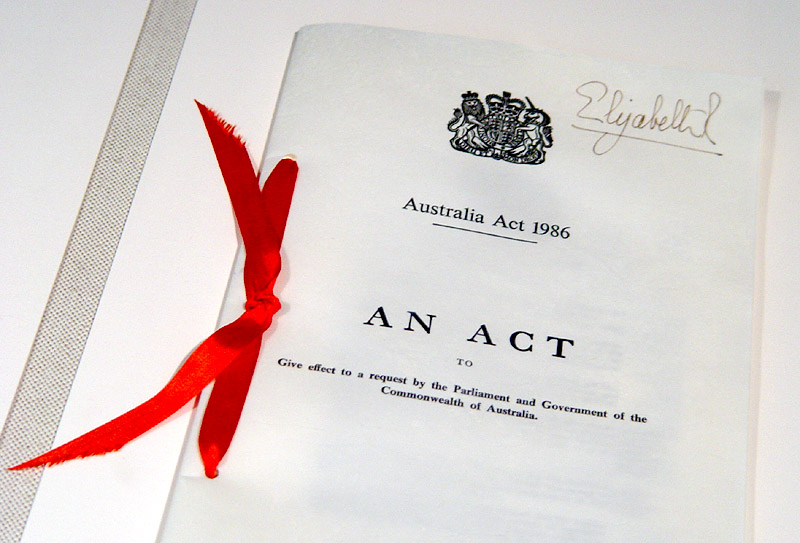
Повна законодавча незалежність була офіційно визнана Австралійським Законом 1986 року

Всі штати і території Австралії, які є самоврядними є окремими юрисдикціями та мають свою власну систему судів і парламенти. Системи законодавства різних штатів мають вплив одна на одну, але цей вплив не має обов'язкового характеру. Закони, прийняті парламентом Співдружності, застосовуються до всієї Австралії.
Чинна організована система права і уряду в Австралії сьогодні історично залежить у своєму правовому обґрунтуванні від низки британських статутів, зокрема, Конституційного акта про Австралійський Союз 1900 року, який далі в цій статті зватиметься «Конституція». Повноваження парламенту Сполученого Королівства прийняти ці закони впливали з набуття австралійського континенту як територіального володіння Британської Корони. Хоча закони австралійських колоній від початку колонізації відрізнялися багато в чому від законів Великої Британії, основоположні способи мислення відображають традицію загального права, отриману від Великої Британії.

## Рецепція англійського права
Правові інститути і традиції австралійського права характеризуються монокультурним характером, відображаючи його англійське походження. Під впливом ідей тогочасного міжнародного права, софістики і приватної власності англійці вважали корінні народи надто примітивними для того, щоб мати законне право володіння австралійським континентом. Вони вирішили ставитися до Нової Голландії (як значна частина Австралії тоді називалася), як до «нічиєї землі», що означає порожнє місце. Оскільки Таємна Рада постановила, що на незаселених землях, де оселилися англійські піддані, перебуватимуть під владою права Англії, там не було місця для прав місцевих аборигенів на землю, як і не було й визнання звичаїв або права аборигенів.
Рецепція англійського права була уточнена австралійськими судами Законом 1828 року, який передбачає, що всі закони і законодавчі акти, що діють в Англії на дату набрання чинності законодавства повинні застосовуватися в судах Нового Південного Уельсу і Землі Ван-Дімена (Тасманія) у тій мірі, в якій вони застосовні. Оскільки Квінсленд і Вікторія були спочатку частиною Нового Південного Уельсу, цієї ж дати на цих землях було рецеповане англійське право. Південна Австралія прийняла іншу дату рецепції англійського законодавства права, як і Західна Австралія.
Найбільш ранні цивільні і кримінальні суди, створені від витоків на початку існування колонії Нового Південного Уельсу, були слаборозвиненими, пристосовницькими і мали військовий характер. Хоча законність не завжди дотримувалася, суди обмежили повноваження губернатора, і право колонії було у рази більш егалітарним(тобто рівноправним), ніж у Британії.
До 1824 року система суду базується, по суті, на англійській моделі, що була створена актами британського парламенту.. Закон про Новий Південний Уельс 1823 року передбачав створення Верховного суду з повноваженнями розглядати усі кримінальні і цивільні справи так же повно і докладно, як в суді Її Величності королівської лави, і загальної юрисдикції казначейства в Вестмінстері. Були також створені нижчестоящі суди, включаючи суди загальних або четвертних сесій, і суди запитів.
Представницький уряд виник в 1840-х — 1850-х рр., а значний ступінь автономії було надано місцевим законодавчим органам у другій половині XIX століття. Колоніальним Парламентом були внесені деякі реформи, такі як таємне голосування і право голосу для жінок, яких не було прийнято у Великій Британії ще багато років. Проте, акти Парламенту Сполученого Королівства, що поширювалися на колонії могли позбавляти чинності колоніальне законодавство, і застосовуватися як акти «верховної сили». Нові доктрини англійського загального права, як і раніше розглядалися як такі, що виражають загальне право Австралії. Наприклад, доктрина відомої справи Донохью проти Стівенсона, з якої запозичено сучасне право недбалості(халатності), розглядалася як уже прихована в межах загального права в момент рецепції.

## Дивергенція
У той час як Конституція сама по собі була законом британського Парламенту, роль Великої Британії в уряді Австралії ставала все більш номінальною в 20-му столітті (федеральний уряд, як правило, згадується у правовому контексті, як «Співдружність»). Втім, був маленький поштовх для Австралії на шляху до отримання законодавчої незалежності. Австралійські Штати не брали участі в конференціях, що призвели до підписання Вестмінстерського статуту 1931 року, який передбачав, що жоден британський закон не слід вважати поширеним на домініони без згоди на це самих домініонів. Співдружність не посилалася на положення Статуту до 1942 року.
Повна законодавча незалежність була офіційно визнана Австралійським Законом 1986 року, затвердженого Парламентом Сполученого Королівства, а також країнами Британської Співдружності. Вона усунула можливість прийняття закону за згодою і за проханням домініону, і стосувалася як штатів окремо, так і Співдружності в цілому. Вона також передбачала повне скасування подання апеляцій в Таємну Раду з будь-якого Австралійського суду. Прийняття Австралійського Закону являло собою важливий символічний розрив з Англією, який був підкреслений візитом королеви Єлизавети II до Австралії, щоб підписати акт особисто.
Законодавча незалежність супроводжується збільшенням розриву між австралійським і англійським загальним правом в останній чверті 20-го століття. Крім того, великий звід англійського права, отриманий Австралією, поступово був скасований у державних парламентах, наприклад, у Новому Південному Уельсі застосуванням Імперського Закону 1969 року.
Австралійський Республіканізм виник як рух у 1990-х роках, маючи на меті згодом змінити в Австралії статус конституційної монархії на республіканську форму правління.